# Thomas Fahrner
Thomas Fahrner, né le 2 juillet 1963 à Ludwigshafen, est un nageur allemand ayant concouru pour la République fédérale d'Allemagne.

## Palmarès

### Jeux olympiques
- Los Angeles 1984
  -  Médaille d'argent en 4 × 200 m nage libre.
  -  Médaille de bronze en 200 m nage libre.
- Séoul 1988
  -  Médaille de bronze en 4 × 200 m nage libre[1].

### Championnats du monde
- Championnats du monde de natation 1986 à Madrid
  -  Médaille d'argent en 4 × 200 m nage libre.

### Championnats d'Europe
- Championnats d'Europe 1983 à Rome
  -  Médaille d'or en 4 × 200 m nage libre.
  -  Médaille de bronze en 200 m nage libre.
- Championnats d'Europe 1985 à Sofia
  -  Médaille d'or en 4 × 100 m nage libre
  -  Médaille d'or en 4 × 200 m nage libre.
- Championnats d'Europe 1987 à Strasbourg
  -  Médaille d'or en 4 × 200 m nage libre.
  -  Médaille d'argent en 4 × 100 m nage libre.
  -  Médaille de bronze en 400 m nage libre.